# Fānīābād
Fānīābād (persiska: فانی آباد) är en ort i Iran.   Den ligger i provinsen Chahar Mahal och Bakhtiari, i den centrala delen av landet, 400 km söder om huvudstaden Teheran. Fānīābād ligger 2 293 meter över havet och antalet invånare är 112.
Terrängen runt Fānīābād är huvudsakligen kuperad, men åt nordväst är den bergig.Runt Fānīābād är det ganska glesbefolkat, med 42 invånare per kvadratkilometer. Närmaste större samhälle är Chelgard, 6,3 km sydväst om Fānīābād. Trakten runt Fānīābād består i huvudsak av gräsmarker.